# 1998 في أنغولا
فيما يلي قائمة بالأحداث التي وقعت خلال عام 1998 في  أنغولا.

## في السلطة
- الرئيس: خوسيه إدواردو دوس سانتوس
- رئيس الوزراء: د. فرناندو خوسيه دي فرانسا دياس فان دونيم
- رئيس الجمعية الوطنية: روبرتو فيكتور دي ألميدا

## أحداث

### أغسطس
- 29 أغسطس - أفادت الأنباء أن المتمردين أخلوا مدينة ماتادي الساحلية بجمهورية الكونغو الديمقراطية. وبحسب ما ورد وصلت القوات الأنغولية لدعم كابيلا دون قتال في المدينة. [1]
- 31 أغسطس - أنغولا تعترف بإرسال قوات إلى جمهورية الكونغو الديمقراطية. [2]

### سبتمبر
- 3 سبتمبر - تقول جنوب إفريقيا الآن إنها تدعم تدخل جمهورية الكونغو الديمقراطية من قبل ناميبيا وزيمبابوي وأنغولا لدعم كابيلا. [3]

### ديسمبر
- 5 ديسمبر - قال زعيم المتمردين إن القوات الأنغولية والزيمبابوية شنت هجوما مضادا ضد قواته في شمال غرب جمهورية الكونغو الديمقراطية. [4]